# ПТТ КДС
ПТТ КДС или Пошта КДС је оператор кабловске телевизије и радија. Основан као први КДС оператор у Југославији још 1990, у Суботици. Године 1997. је по први пут извршено повезивање предграђа Суботице - Палића са оптичким каблом и тиме дотадашња ЦАТВ мрежа је прерасла у кабловски дистрибутивни систем. Главна КДС станица Суботица је такође била прва у Србији која је сигнал једне Београдске ТВ станице (БК) добила посредством оптичког кабла и одговарајуће опреме.
Главна КДС станица у Београду је прва августа 2003. омогућила коришћење кабловског Интернета својим корисницима на локацији Тошин Бунар, Нови Београд.
ПТТ КДС своје услуге пружа корисницима у: 
- Београду,
- Суботици,
- Чантавиру,
- Смедереву,
- Соко Бањи,
- Великој Плани,
- Петроварадину,
- Бољевцу,
- Новом Саду и
- Сремским Карловцима